# Fort V w Poznaniu
Fort V (Waldersee I, Mycielskich) – jeden z 18 fortów wchodzących w skład Twierdzy Poznań. Znajduje się na Naramowicach przy ulicy Lechickiej.

## Historia
Zbudowany został w latach 1879–1883, w pierwszym etapie budowy twierdzy fortowej. Fort otrzymał nazwę Waldersee I na cześć Alfreda von Waldersee. W 1931 zmieniono patronów na polskich, Fort V otrzymał imię rodziny Mycielskich.
W czasie II wojny światowej fort był prawdopodobnie więzieniem, a później szpitalem. Podczas bitwy o Poznań, w nocy 13/14 lutego 1945 od północy, oddziały 246 pułku piechoty wraz z bateriami haubic 203 mm szturmowały forty IVa, V i Va. Fort V poddał się po 10 godzinach (ewakuacja załogi, która pozostawiła 250–300 rannych w obiekcie), po forcie IVa (po 2 godzinach) i przed fortem Va (12 godzin odpierania ataku).
Teren fortu wchodzi w skład obszaru Natura 2000 (obszar specjalnej ochrony SOO „Fortyfikacje w Poznaniu”, symbol PLH300005).

## Lokalizacja i konstrukcja

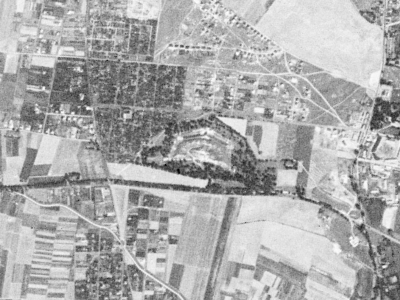
Zdjęcie satelitarne fortu (1965).

Fort zlokalizowany jest na północ od osiedla Wichrowe Wzgórze. Za fortem (na północ od obiektu) wybudowane osiedle Za Fortem. Dojazd do fortu drogą forteczną (częściowo zachowana) i drogą rokadową (ul. Lechicka).
Kąt między odcinkami czoła – 140°, o wydłużonych barkach (miejsce na wał piechoty) w stosunku do fortów tego samego typu. Prochownia, podobnie jak w Forcie VI, centralna pod nasypem osiowym (przy centralnej poternie).

### Przebudowy
Po 1888 roku fort był modernizowany. Rozebrano wtedy kaponierę czołową, zastępując ją kaponierą rewersową. Tego typu rozwiązanie było zastosowane tylko w tym forcie. Wzmocniono również mury i stropy. Ziemna bateria umieszczona na prawym barku, pierwotnie wyposażona w sześć stanowisk, została przedłużona do dziesięciu. Na środkowej remizie wału artyleryjskiego wybudowano stanowisko obserwacyjne P.B.St.87. W 1939 roku przy schronie lewej baterii zbudowano betonowy schron obserwacyjno-bojowy. W czasie wojny fosy zostały zadaszone i wykorzystywane jako magazyny amunicji fabryki DWM (H.C.P).
W latach powojennych (1952–1960) fort został wysadzony i rozebrany a pozostałe fragmenty fosy zasypane; miało to na celu przygotowanie terenu pod północną obwodnicę Poznania (niewybudowaną). Zachowała się kaponiera czołowa z częściowym zadaszeniem, oba wyjazdy artyleryjskie na majdan oraz pozostałości stanowiska P.B.St.87.